# Linia J/Z metra w Nowym Jorku

Mapa linii

Linia J/Z – linia metra nowojorskiego. Jest oznaczona kolorem brązowym na znakach stacji, znakach trasy oraz na oficjalnych mapach metra. Na swoim przebiegu przez Manhattan Nosi nazwę BMT Nassau Street Line. 
Linia J działa cały czas, podczas gdy linia Z działa tylko w godzinach szczytu w kierunku szczytowym, obsługując zarówno całą Archer Avenue Line i BMT Jamaica Line z Jamaica Center – Parsons/Archer w Queens do Williamsburg Bridge na Dolnym Manhattanie. Linia J liczy 30 stacji, natomiast linia Z liczy 20 stacji.